# Huluvangala, Koratagere
Huluvangala là một làng thuộc tehsil Koratagere, huyện Tumkur, bang Karnataka, Ấn Độ.